# Adalbert Atto z Canossy
Adalbert Atto II Azzo Adalberto di Canossa (ur. ok. 928, zm. 13 lutego 988) – syn Zygfryda I z Canossy, był pierwszym comesem z Canossy, rodu, który miał odgrywać ważką rolę w politycznych uwarunkowaniach regionu italskiego oraz w sporze o inwestyturę w XI i XII stuleciu.

## Życiorys
Pierwotnie wasal Lotara II Włoskiego oraz miles Adelarda, biskupa Reggio. W 951 w związku z incydentem związanym z uwolnieniem Królowej Adelajdy z wyspy na jeziorze Garda oraz udzieleniem jej schronienia w swoim zamku w Kanossie przed Berengarem II bardzo szybko został wyniesiony do wysokiej prominencji.
W 958 został przez Adelajdę mianowany hrabią sine re. W dokumentach nie pojawiał się jako hrabia aż do grudnia 961 – podczas supremacji Berengara. Wspomina się o nim 20 kwietnia 962 jako o hrabim Reggio i Modeny (comes Regensis sive Mutinensis). Godności te – jak uważa się – pozostają w ścisłym związku ze wsparciem, którego udzielił Adelajdzie, późniejszej cesarzowej, żonie Ottona I. Z Adelajdą wynegocjował podział władzy pomiędzy siebie a biskupa Reggio: biskup miał piastować godność comes civitatis, natomiast Adalbert – comes comitatus, przy czym jego włości miały rozciągać się do trzech lub czterech mil od granic murów miejskich. Z podobnym tytułem - comes comitatus Mantuanensis wzmiankuje się o nim w liście z opactwa Santa Giulia datowanym na 10 czerwca 977.
W dokumentach z 984 Adalbert pojawił się jako markiz. Podczas gdy Henryk II Kłótnik został tamtego roku ogłoszony na krótko królem, zjednoczył on pod ręką Adalberta Parmę, Piacenzę, Bergamo, Cremonę i Brescię.
Przed 958 poślubił pochodzącą z Supponidów Hildegardę (Ildegarda) i miał z nią trzech synów: Tedalda, biskupa Brescii Luni Gottfrieda, który zmarł około 998 roku oraz Rudolfa z Canossy, który zmarł w 973. Miał też jedną córkę – urodzoną około 958 roku Prangardę, która poślubiła Manfreda I z Turynu.
W 971 Adalbert wybudował klasztor w Kanossie poświęcony w 971 św. Apolloniuszowi. Wybudował również klasztor w Brescello. Razem ze swoją rodziną został pochowany w klasztorze w Canossie.